# Рали (тежък крайцер, 1919)
Рали (на английски: HMS Raleigh (96)) е тежък крайцер на Британския Кралски флот от типа „Хокинс“. Строителството му започва по време на Първата световна война, достроен е през 1921 г. След влизането си в строй е приписан към Северноамериканската и западноиндийска станция, използва се основно като флагмански кораб. През август 1922 г. засяда на плитчина при крайбрежието на Нюфаундленд, като умират 12 души от екипажа. Частично е разкомплектован за метал на място, през 1926 г. останките на крайцера са взривени, обаче обломките на кораба, лежащи в плитководието, се използват като място за дайвинг.

## История на службата
„Рали“ е кръстен в чест на сър Уолтър Рали – пътешественик и държавник от времето на английската кралица Елизабет I. Това е шестият кораб в английския и британския флот, който носи това име. Заложен е на 9 декември 1915 г. в корабостроителницата на William Beardmore and Company в Далмюир, спуснат е на вода на 28 август 1919 г., завършен през юли 1921 г.. На 14 февруари 1920 г. за командир на кораба е назначен кептън (капитан 1-ви ранг) сър Артур Бромли. „Рали“ трябва да служи като флагмански кораб за началника на Северноамериканската и западноиндийска станция вицеадмирал Тревелян Нейпир, и за това на 26 юли 1921 г. се насочва към Бермудските острови за среща с него, но той умира на 30 юли.
На 12 август на крайцера вдига флага си новият командващ на станцията Уилям Пакенем. На 1 септември „Рали“ отплава за Монреал. Два месеца по-късно крайцерът се връща на Бермудите, след което посещава Ямайка. През януари 1922 г. „Рали“ преминава Панамския канал и на 21 януари пристига в американското пристанище Сан Франциско. След месец крайцерът се връща на Бермудите, после посещава Чесапийкския залив, в т.ч. и Вашингтон, където се намира през май. Два месеца по-късно „Рали“ пристига в Канада, където е открит за посещение на публиката. На 3 август Пекинем пренася флага си на лекия крайцер „Калкута“ (HMS Calcutta), след което „Рали“ се лишава от статуса на флагмански кораб.
На 8 август „Рали“ плава от залива Хоукс Бей, Нюфаундленд, към Форту, Лабрадор. В пролива Бел Айл крайцерът влиза в гъста мъгла и след 15 минути засяда на плитчина близо до мястото Анс Амур, в доминиона Нюфаундленд. Сблъсъкът не е особено мощен, обаче силен вятър скоро изхвърля кърмата на крайцера върху камъните, след което „Рали“ получава множество пробойни и крен от 8°. По време на евакуацията от кораба 12 души се удавят или загиват от преохлаждане. Много от оцелелите намират укритие на брега, останалите се сгряват с огньове.
На сутринта моряците се връщат на крайцера, за да оценят неговото състояние и да вземат личните си вещи. Огледът показва, че в корпуса има пробойна с дължина 79 метра, а по-голямата част от личните вещи е повредена от разлив на мазут. По-късно същия ден в района пристигат леките крайцери „Кейптаун“ (HMS Capetown) и „Калкута“, на които е организирано изхранването на моряците от „Рали“. Лошото време пречи да се проведат каквито и да било работи по крайцера и за това много от членовете на екипажа са изпратени пеша към Форту, откъдето трябва да заминат за Англия. На 10 август във Форту пристига океанският лайнер „Емпрес оф Франс“ (RMS Empress of France) (18 481 брт), обаче капитанът на кораба отказва да приеме на борда си военни моряци, тъй като няма за тях достатъчно провизии. След няколко дни във Форту пристига новият океански лайнер „Монтроуз“ (16 402 брт), който взема моряците. Няколко стотин души от екипажа на „Рали“ са оставени за демонтаж на всичко, което може да се свали от крайцера, а също така и за охраната му от местните жители. От крайцера е свалено всичко ценно, след което останките, стоящи на ровен кил, са изоставени. Командирът на крайцера Бромли и неговият щурман скоро след пристигането си в Англия застават пред трибунал и са признати за виновни по обвинение за служебна небрежност; двамата получават строго мъмрене и са уволнени от кораба. Тъй като тяхната кариера във флота приключва, и двамата излизат в оставка.
През 1926 г. Комитетът на Адмиралтейството, недоволен от това, че външно изправният „Рали“ се вижда от всеки преминаващ наблизо съд, обявява крайцера опасен за корабоплаването и заповядва свалянето му от плитчината. Изследването на корпуса показва, че това е невъзможно да се направи и командирите на леките крайцери „Кейптаун“ и „Калкута“ получават заповед да се свали от корпуса му всичко, което може, а след това да взривят останките на кораба така, че да не може да бъде познат. Екипажът на „Калкута“ изпълняват първата задача, а моряците от „Кейптаун“, под ръководството на капитана Андрю Кънингам, взривяват останалото с помощта на дълбочинни бомби, започвайки от 23 септември и завършвайки работата за пет дни.
Хората на Кънингам не се занимават със събирането на обломките на взривения крайцер, така че те могат да бъдат открити на мястото в изобилие. През 2003 г. и 2005 г. водолазни групи на Кралския военноморски флот на Канада са принудени да се занимават със събирането на 7,5-дюймови боеприпаси, макар и към 2016 г. още да постъпват съобщения за тяхно наличие.

## Коментари
1. ↑  Всички данни са приведени към момента на влизане в строй.
2. ↑  Има се предвид доминионът Нюфаундленд, географски мястото на произшествието се намира при крайбрежието на полуостров Лабрадор.
3. ↑  В англоезичните източници няма общо мнение кога именно е взривен „Рали“. Така например историкът на флота Майкъл Уитли твърди, че крайцерът е взривен през юли 1928 г., обаче историкът Ентъни Престън указва 1927 г.